# Aplogompha laeta
Aplogompha laeta är en fjärilsart som beskrevs av W. Warren 1905. Aplogompha laeta ingår i släktet Aplogompha och familjen mätare. Inga underarter finns listade i Catalogue of Life.